# 경주 깃발

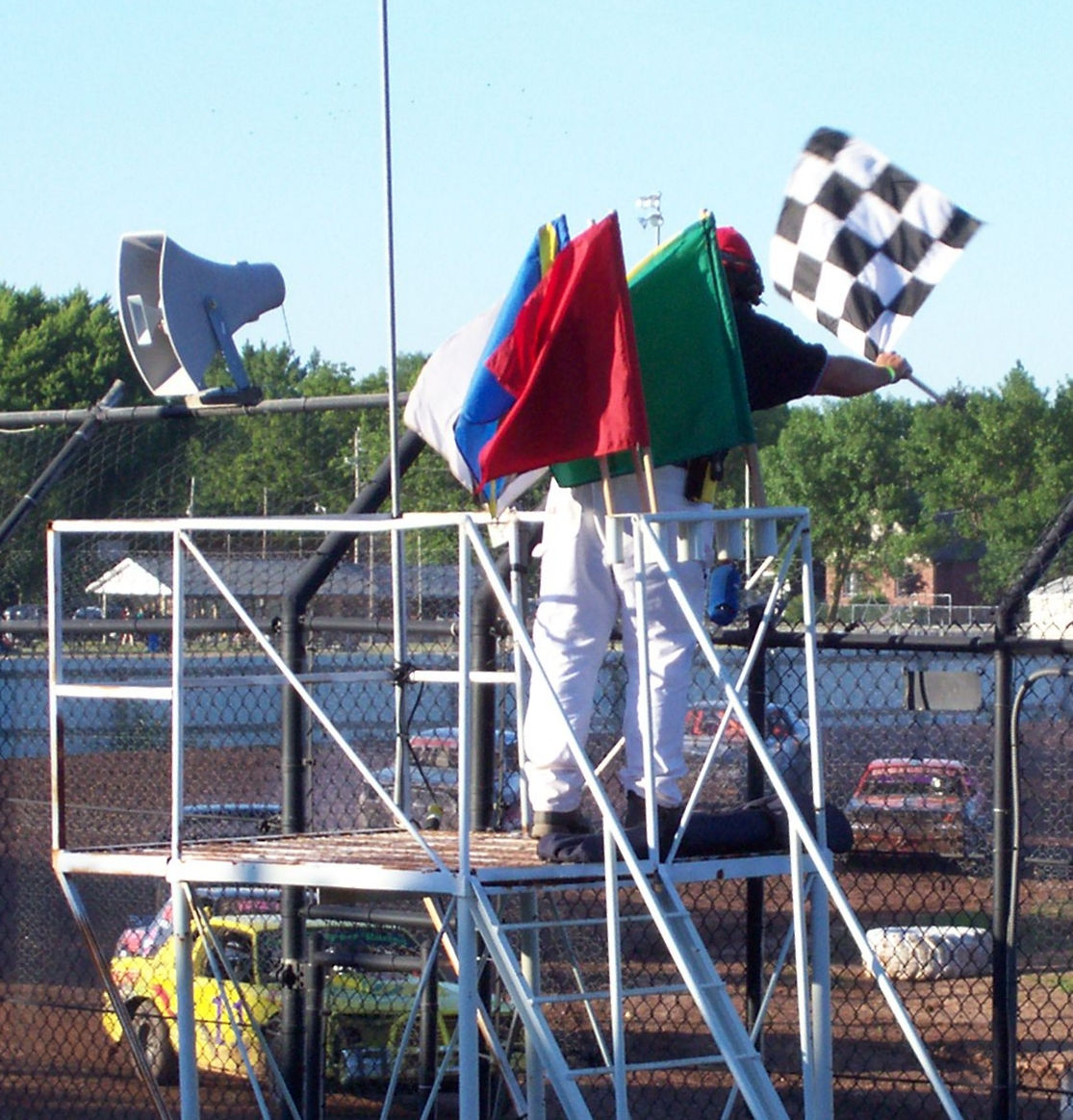

경주 깃발, 레이싱 플래그(영어: racing flags)는 자동차 경주와 그밖의 여러 모터스포츠에서 경주로의 상황을 표시하고 중요한 전달 사항을 운전자에게 전달하기 위해 사용된다. 일반적으로 경주의 스타터(starter)나 그랜드 마셜(grand marshal)이 트랙의 시작, 결승선 위에 위치한 플래그 스탠드에서 흔들며, 그밖에 트랙 마셜들이 경주로 옆에 위치한 관측소에서 트랙 일부나 전체적인 상황을 전달하기 위해 사용한다. 몇몇 경주로는 깃발을 보조하기 위해 조명 장치를 사용하기도 한다.

## 요약
모든 모터스포츠를 아우르는 깃발 체계는 없으나, 각 레이스 시리즈들은 일반적으로 깃발 신호를 표준화하여 사용하고 있으며 하나의 깃발이 여러 시리즈에서 동일하거나 비슷한 의미로 사용되기도 한다. 예를 들어 체커기는 여러 레이스 리그에서 경기의 종료를 알리는 역할을 한다.
| 깃발                                                            | 이름                                               | 요약                                     | 요약                                     | 요약                                                     | 요약                                                 |                                             |
| 깃발                                                            | 이름                                               | FIA 공인 경주                            | FIM 공인 경주                            | 인디카                                                   | NASCAR                                               | 슈퍼카                                      |
| --------------------------------------------------------------- | -------------------------------------------------- | ---------------------------------------- | ---------------------------------------- | -------------------------------------------------------- | ---------------------------------------------------- | ------------------------------------------- |
|                                                                 | 녹색기 Green                                       | 경주 시작, 주의사항 해소, 피트 레인 개방 | 경주 시작, 주의사항 해소, 피트 레인 개방 | 경주 시작, 주의사항 해소, 피트 레인 개방                 | 경주 시작, 주의사항 해소, 피트 레인 개방             | 주의 기간/구간 종료, 경주 시작 준비 완료    |
|                                                                 | 녹색기 Green                                       |                                          | 주의 상황 하에서 경주 시작 또는 재개     |                                                          |                                                      |                                             |
|                                                                 | 황색기 주의 Yellow Caution                         |                                          |                                          |                                                          |                                                      |                                             |
| 트랙 주변 방해물 있음 방해물이 트랙을 가로막음 세이프티 카 발동 | 트랙 상(주변) 방해물 있음 방해물이 트랙을 가로막음 | 주의, 국지적 경로 주의 전체 구간 주의    | 주의, 국지적 경로 주의 전체 구간 주의    | 트랙 상(주변) 방해물 있음 세이프티 카 발동               |                                                      |                                             |
|                                                                 | 코드 60                                            | 추월 금지, 60 km/h (37 mph)로 감속       |                                          |                                                          |                                                      |                                             |
|                                                                 | 오일기 Surface                                     | 트랙에 파편이나 유체 있음                | 트랙에 파편이나 유체 있음                | 트랙에 파편이나 유체 있음                                | 트랙에 파편이나 유체 있음                            | 트랙에 파편이나 유체 있음                   |
|                                                                 | 청색기 Blue Courtesy Passing                       | 빠른 차량 접근 중                        | 빠른 차량 접근 중                        | 빠른 차량 접근 중                                        | 빠른 차량 접근 중 전방에 식별하기 어려운 방해물 있음 | 빠른 차량 접근 중, 반드시 추월 허용         |
|                                                                 | 백색기 White                                       | 전방에 느린 차량 있음                    | 우천 레이스 선언 이륜차 교체 가능        | 마지막 랩                                                | 마지막 랩                                            | 전방에 느린 차량 있음                       |
|                                                                 | 적색기 Red                                         | 세션 중단                                | 세션 중단                                | 세션 중단                                                | 세션 중단                                            | 세션 중단                                   |
|                                                                 | 적색기 Red                                         |                                          | 연습이나 예선 주행 종료                  |                                                          |                                                      |                                             |
|                                                                 | 흑색기 Black                                       |                                          |                                          |                                                          |                                                      |                                             |
| 실격 기계 결함 비스포츠맨십 행동                                | 피트로 복귀 기계 결함                              | 피트로 복귀 실격                         | 피트로 복귀 실격                         | 피트레인 드라이브스루 페널티 기계 결함 비스포츠맨십 행동 |                                                      |                                             |
|                                                                 | 체커기 Checkered Chequered                         | 세션 종료                                | 세션 종료                                | 세션 종료                                                | 세션 종료 경주 단계 종료                             | 세션 종료                                   |
|                                                                 | 국기                                               |                                          |                                          |                                                          |                                                      | 경주 시작 (시작 조명을 사용할 수 없는 경우) |

## 체커기

전형적인 체커기의 디자인

체커기(chequered flag, checkered flag)는 경주 시작 및 종료지점에서 경주가 공식적으로 종료되었음을 알린다. 체커기는 깃발을 첫번째로 받게 되는 경주 우승자와 자주 연관된다. 체커기를 받은 드라이버는 안전한 속도로 차량을 감속하고 시리즈에 따라 차고나 파크 페르메, 패독이나 규정에 따른 장소로 복귀해야 한다.

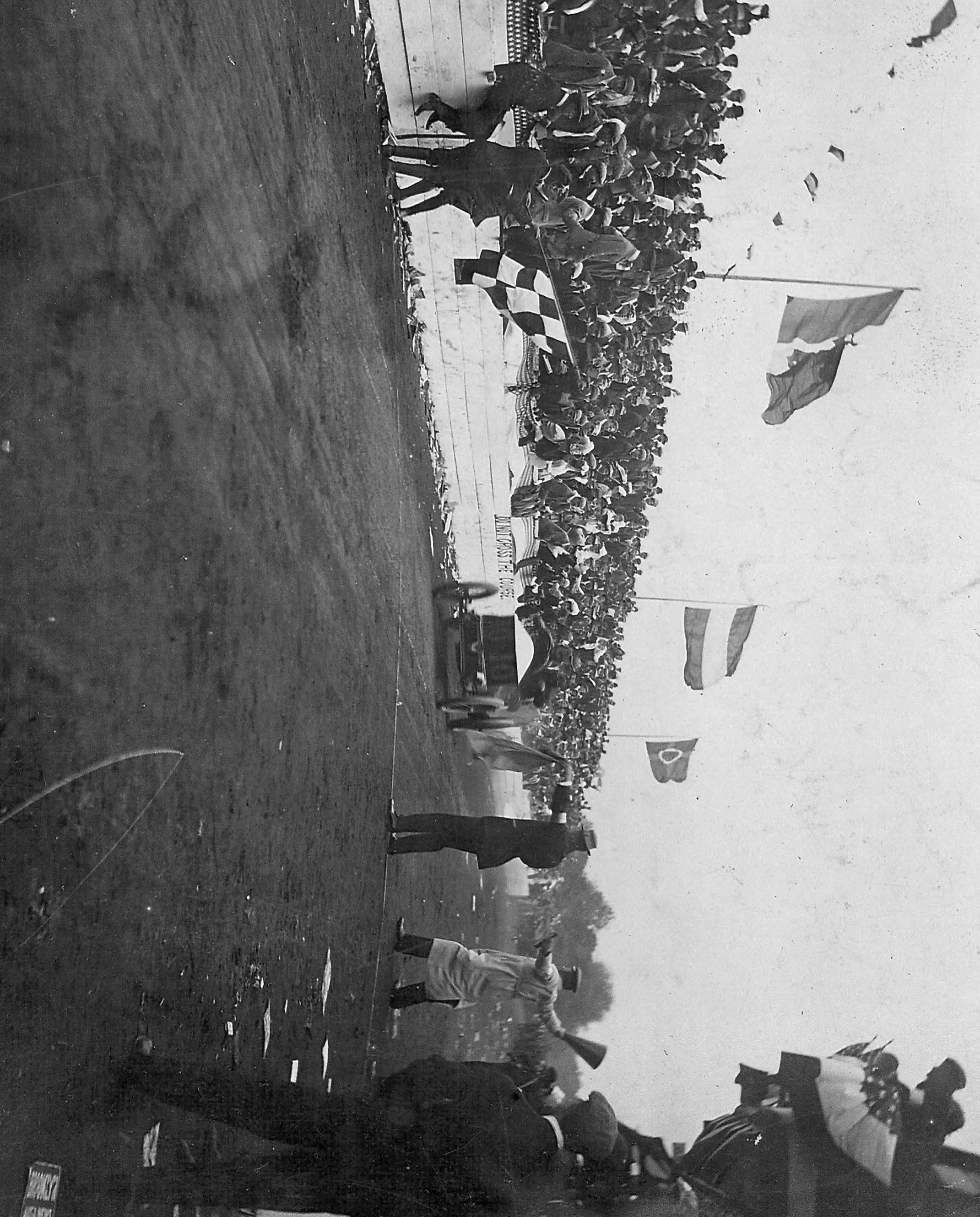
1906년 밴더빌트 컵에서 체커기가 사용되고 있는 사진

체커기는 1906년 미국의 공도 랠리 경주인 글리든 투어(Glidden Tours)에서 유래되었다. 당시 각 세션의 경주 시간을 체커(checker)라 불린 담당자들이 기록했으며, 이들을 식별하기 위해 체커무늬 깃발을 사용한 것으로 전해진다. 한편 사진 기록으로 남아있는 최초의 체커기는 뉴욕주 롱아일랜드에서 열린 1906년 밴더빌트 컵 경주이다.